# Mostassa
|  | Aquest article tracta sobre la planta. Si cerqueu l condiment, vegeu «Mostassa (condiment)». |

La mostassa, mostalla o mostarda (Brassica campestris) és una planta conreada o silvestre de les llavors de la qual s'obté la salsa també anomenada mostassa.

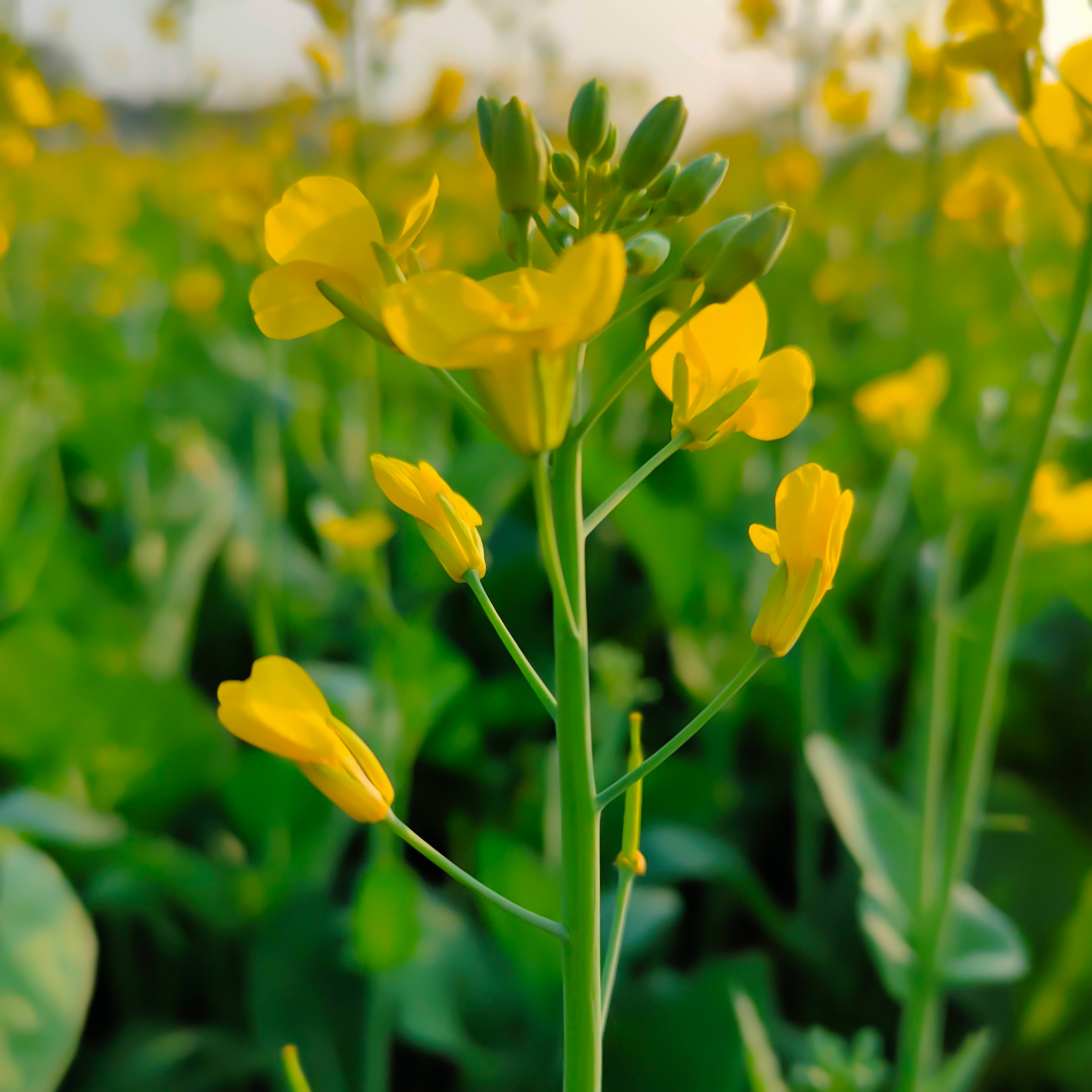
Flor de mostassa

## Descripció
Planta anual de 30 a 50 cm d'alçada, fulles enteres, flors grogues amb quatre pètals, fruit en síliqua amb un llarg bec i diverses llavors molt menudes.

## Conreu
És una planta rústica pel que fa a temperatures i humitat i de cicle curt sembrada a la tardor o la primavera i collida a l'estiu. No és exigent pel que fa al tipus de terreny. Es cull de forma mecanitzada quan les síliqües són seques.

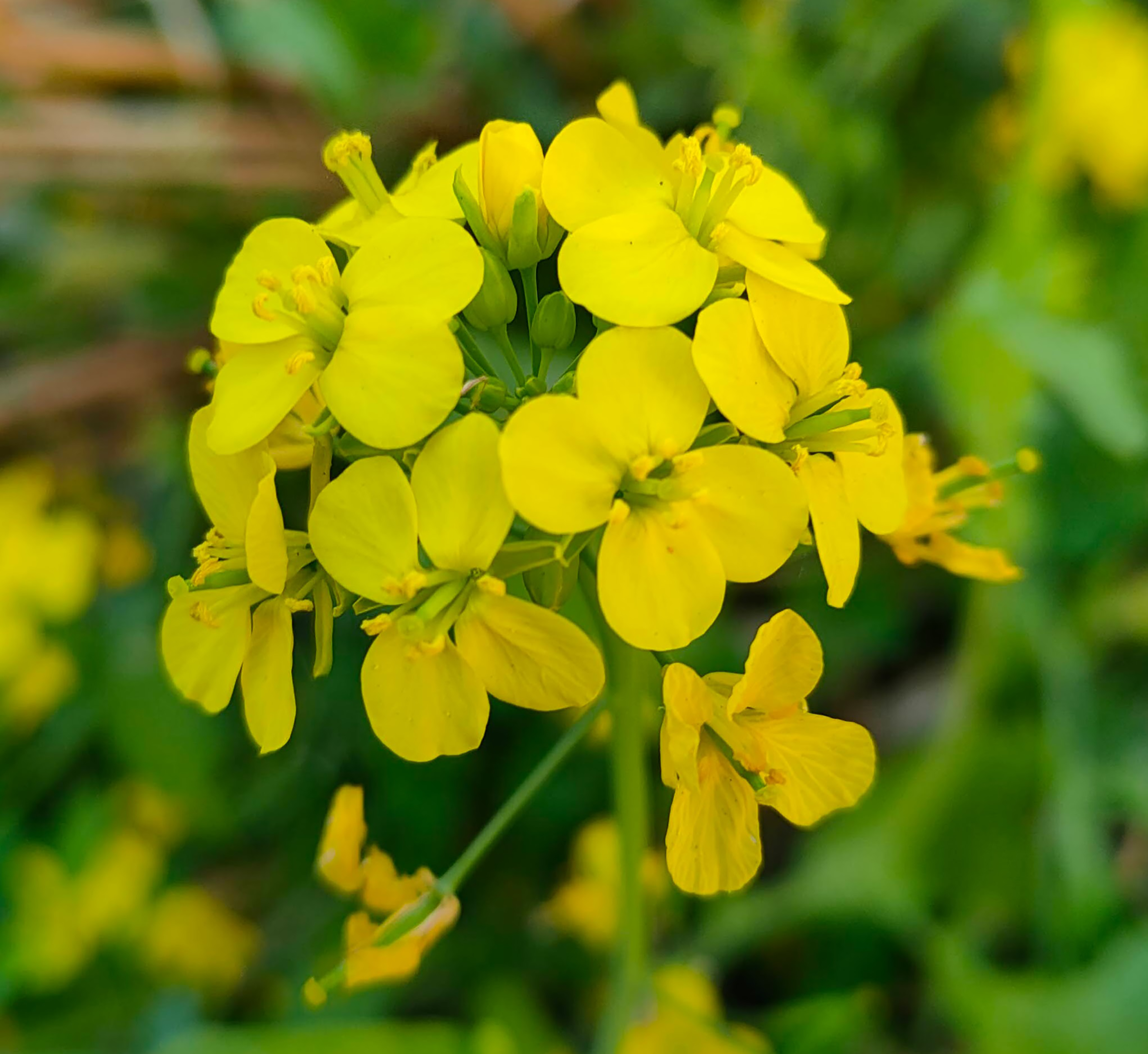
Flor de mostassa

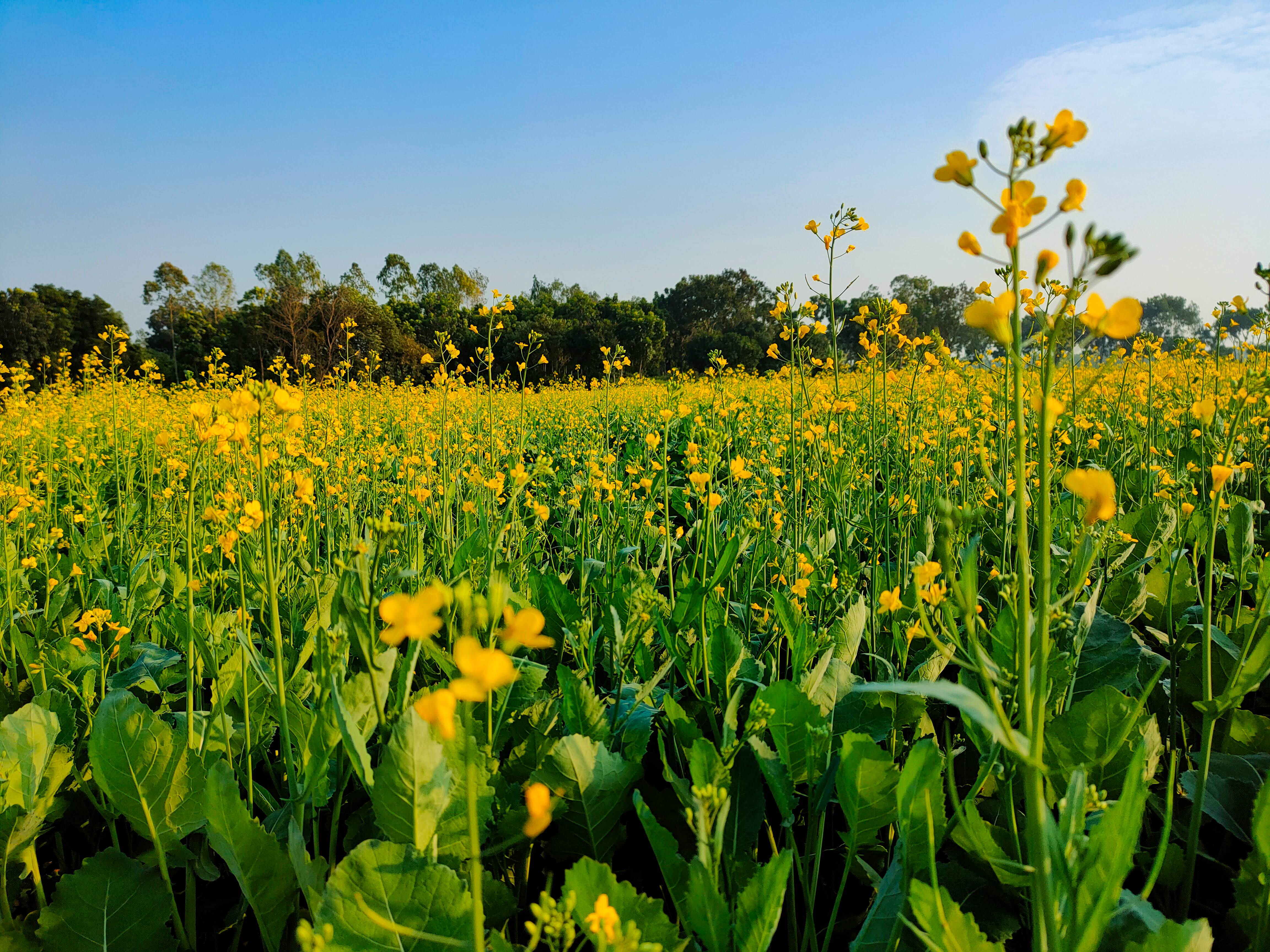
Flor de mostassa

## Usos
De les llavors se n'obté un oli apte per a l'elaboració de la mostassa i per a biodièsel (similar a l'oli de colza)
La salsa de mostassa és un condiment que s'elabora de diverses formes (la mostassa de Dijon és la de més prestigi); pot incorporar aigua o vinagre.